# Monodactylus falciformis
Monodactylus falciformis ist ein Fisch aus der Familie der Flossenblätter (Monodactylidae). Wie die anderen Arten der Familie leben sie gesellig und bilden mit ihren Artgenossen große Schwärme.

## Vorkommen
Das natürliche Verbreitungsgebiet der Art liegt an der afrikanischen Ostküste im westlichen Indischen Ozean und reicht von der südafrikanischen False Bay bis zur Küste von Nordostafrika. Außerdem kommt sie an den Küsten von Madagaskar und Réunion sowie im Roten Meer vor. Monodactylus falciformis geht auch in das Brackwasser von Flussmündungen und Lagunen, selten auch in reines Süßwasser.

## Merkmale
Monodactylus falciformis erreicht eine maximale Körperlänge von 30 Zentimetern. Die Art weist keinen Geschlechtsdimorphismus auf; das heißt Männchen und Weibchen sind äußerlich nicht voneinander zu unterscheiden. Ihr Körper ist diskusförmig, etwas länger als hoch und silbrig gefärbt, wobei die Rückenseite etwas dunkler bzw. rußig ist. Rücken-, After- und Schwanzflosse sind leicht gelblich, die Flossenspitzen von Rücken- und Afterflosse sind schwärzlich. Von Monodactylus argenteus, die Art kommt ebenfalls an der afrikanischen Ostküste und im Roten Meer vor, unterscheidet sich Monodactylus falciformis durch den etwas länglicheren Körper, sowie die im Verhältnis zur Körperlänge kleineren Augen und das kleinere Maul. Jungfische von Monodactylus falciformis zeigen elf bis zwölf Querstreifen, die von Monodactylus argenteus nur zwei an Kopf und Vorderkörper.
- Flossenformel: Dorsale IIX/25–30, Anale III/25–29